# おさきにどうぞ
『おさきにどうぞ』は、田中ヤコブの2枚目のアルバム。2020年10月14日にNEWFOLKより発売。

## 収録曲
1. ミミコ、味になる
2. BIKE
先行シングル。
3. cheap holic
4. LOVE SONG
先行シングル。
5. えかき
6. Learned Helplessness
7. THE FOG
先行シングル。Instagramにデモバージョンとみられる音源がアップロードされている[2]。
8. いつも通りさ
9. どうぞおさきに
「LOVE SONG」のエレピのインスト[3]。
10. 膿んだ星のうた
Instagramにデモバージョンとみられる音源がアップロードされている[4]。
11. TOIVONEN
12. 小舟